# Episodi di The Big Story (terza stagione)
La terza stagione della serie televisiva The Big Story è stata trasmessa in anteprima negli Stati Uniti d'America dalla NBC tra il 7 settembre 1951 e il 27 giugno 1952.
| nº | Titolo originale                            | Titolo italiano | Prima TV USA      | Prima TV Italia |
| -- | ------------------------------------------- | --------------- | ----------------- | --------------- |
| 1  | Ernie Hood, Reporter                        |                 | 7 settembre 1951  |                 |
| 2  | Allen Kohan, Reporter                       |                 | 14 settembre 1951 |                 |
| 3  | Ruth Mugglebee, Reporter                    |                 | 21 settembre 1951 |                 |
| 4  | Nolen Bulloch, Reporter                     |                 | 28 settembre 1951 |                 |
| 5  | John Kemps, Reporter                        |                 | 5 ottobre 1951    |                 |
| 6  | Jack Heise, Reporter                        |                 | 12 ottobre 1951   |                 |
| 7  | Albert I. Prince, Reporter                  |                 | 19 ottobre 1951   |                 |
| 8  | Frank McCulloch, Reporter                   |                 | 26 ottobre 1951   |                 |
| 9  | Carl De Bloom, Reporter                     |                 | 2 novembre 1951   |                 |
| 10 | Guy Housley, Reporter                       |                 | 9 novembre 1951   |                 |
| 11 | William A. White, Reporter                  |                 | 16 novembre 1951  |                 |
| 12 | William F. Carmichael                       |                 | 23 novembre 1951  |                 |
| 13 | Ella Fleishman, Reporter                    |                 | 30 novembre 1951  |                 |
| 14 | Charles W. Wells, Reporter                  |                 | 7 dicembre 1951   |                 |
| 15 | Ralph Goll, Reporter                        |                 | 14 dicembre 1951  |                 |
| 16 | Marshall Morgan, Reporter                   |                 | 21 dicembre 1951  |                 |
| 17 | Jack Hoins, Reporter                        |                 | 28 dicembre 1951  |                 |
| 18 | Keeler McCartney, Reporter                  |                 | 4 gennaio 1952    |                 |
| 19 | Walter Beesely of the Associated Press      |                 | 11 gennaio 1952   |                 |
| 20 | Martha Strayer of the Washington Daily News |                 | 18 gennaio 1952   |                 |
| 21 | Case of the Big Hand                        |                 | 25 gennaio 1952   |                 |
| 22 | Case of the Peculiar Carpenter              |                 | 1º febbraio 1952  |                 |
| 23 | Case of the Mysterious Mobster              |                 | 8 febbraio 1952   |                 |
| 24 | Case of the Dance Hall Murders              |                 | 15 febbraio 1952  |                 |
| 25 | Case of the Baffled Hounds                  |                 | 22 febbraio 1952  |                 |
| 26 | Case of the Jittery Killer                  |                 | 29 febbraio 1952  |                 |
| 27 | Ike Anally, Reporter                        |                 | 7 marzo 1952      |                 |
| 28 | Case of the Unlucky Tenant                  |                 | 14 marzo 1952     |                 |
| 29 | Case of the Frightened Family               |                 | 21 marzo 1952     |                 |
| 30 | Case of the Midnight Massacre               |                 | 28 marzo 1952     |                 |
| 31 | Case of the Innocent People                 |                 | 4 aprile 1952     |                 |
| 32 | Case of the Spunky Kid                      |                 | 11 aprile 1952    |                 |
| 33 | Case of the Traveling Death                 |                 | 18 aprile 1952    |                 |
| 34 | Case of the Weeping Crocodile               |                 | 25 aprile 1952    |                 |
| 35 | Case of the Unhappy Wife                    |                 | 2 maggio 1952     |                 |
| 36 | Case of the Belated Spring                  |                 | 9 maggio 1952     |                 |
| 37 | Case of the Cautious Killer                 |                 | 16 maggio 1952    |                 |
| 38 | Case of the Dead-End Street                 |                 | 23 maggio 1952    |                 |
| 39 | Case of the Polite Bandit                   |                 | 30 maggio 1952    |                 |
| 40 | Case of the Faceless Bandit                 |                 | 6 giugno 1952     |                 |
| 41 | Case of the Left-Handed Killer              |                 | 13 giugno 1952    |                 |
| 42 | Case of the Mysterious Businessman          |                 | 20 giugno 1952    |                 |
| 43 | Case of the Mine Disaster                   |                 | 27 giugno 1952    |                 |